# Julie Blakstad
Julie Blakstad, född den 27 augusti 2001, är en norsk fotbollsspelare.

## Karriär
Blakstad inledde sin seniorkarriär i Ottestad IL år 2018. Hon har även spelat för Rosenborg BK innan hon 2022 kontrakterades av Manchester City varifrån hon lånades ut till Häcken. 2024 värvades hon av Hammarby IF. Hon har även representerat det norska damlandslaget där hon debuterade år 2020.